# Syringammina fragilissima
Syringammina fragilissima (лат.) — вид ксенофиофор из семейства Syringamminidae, обитающий около скалы Роколл. Крупнейший из известных одноклеточных организмов, достигающий размера 20 см в поперечнике. Также это первый из описанных видов ксенофиофор.
Как организм питается и размножается, не установлено. Существует предположение, что Syringammina fragilissima питается бактериями.
Строит рыхлую раковину из слабо сцементированного песка, представляющую собой сеть из полых трубочек.